# ویوبروئک
شهر ویوبروئک (به فرانسوی: Willebroek) در شهرستان مشلان در استان آنتوئر در منطقه فلاندری در کشور بلژیک واقع شده‌است.